# Manglicola guatemalensis
Manglicola guatemalensis är en svampart som beskrevs av Kohlm. & E. Kohlm. 1971. Manglicola guatemalensis ingår i släktet Manglicola och familjen Aliquandostipitaceae.   Inga underarter finns listade i Catalogue of Life.